# 宮永紗良
宮永紗良（みやながさら、2002年2月5日-）は、日本の女性声優。北海道出身。ミュージックレイン所属。

## 来歴

### 幼少期から声優を目指すまで
幼少期は活発な性格で、ブランコから飛び降りれば空を飛べると信じて骨折した経験を持つなど、冒険的な一面があった。その一方で、ピアノやバレエを習っており、自己表現への関心も早くから持っていた。アニメに関しては、当時は『プリキュア』シリーズ、『ドラえもん』、『クレヨンしんちゃん』といった子供向け作品を熱心に視聴していた。 
本格的に声優という職業を意識し始めたのは高校2年生の頃からである。この時期にアニメに深く傾倒し、特に京都アニメーション制作の『ヴァイオレット・エヴァーガーデン』に強い感銘を受けたことが、声優への道を志す決定的なきっかけとなった。普段はあまり感情を表に出さず、泣くことも少ないという宮永が、同作には毎週のように涙したと語っており、この体験が演技の世界へと強く惹きつけた。 

### オーディションとデビュー
声優になるという目標を固めた宮永は、2021年に開催された「スーパー声優オーディションα」に応募し、これに合格する。このオーディションを経て、ミュージックレインに4期生として所属することとなった。 
オーディション本番はアドレナリンが出て楽しめたと振り返る一方、最も緊張したのはオーディションに向けた準備期間であったという。特に、発声練習のためにカラオケへ行く必要があったが、それまで一度もカラオケに行った経験がなく、人生初のカラオケが「一人カラオケ」であったため、店員に「ひ、ひと、一人で……」と告げるのにも大変な勇気が必要だったと語っている。しかし、練習を重ねるうちに次第に慣れ、最終的には堂々と「一人でお願いします」と言えるようになったというエピソードを明かしている。 

### デビュー後の活動
プロとしての初仕事は、セリフが一言か二言程度の役であった。現場に入る前は極度に緊張するだろうと予想していたが、いざ本番になると意外にも落ち着いて役に集中できたという。この経験を通じて、宮永は「“私、声優になったんだ”という実感が初めての現場でありました」と語っており、プロとしてのキャリアが始まった瞬間として深く記憶に刻まれている。 
自身の出番は少なかったものの、収録中は先輩声優たちの演技を間近で見聞きする貴重な機会に恵まれた。アニメで放送される完成された音声と、スタジオで生まれる生の演技との間にある迫力やニュアンスの違いに圧倒され、「すごいな」と感銘を受ける瞬間が数多くあったという。この初現場での体験は、彼女にプロフェッショナルとしての自覚を促すと同時に、自身の演技力をさらに磨きたいという強い向上心をもたらした。 

## 人物

### 趣味・特技
特技としてピアノと英会話を挙げている。ピアノは幼稚園から高校卒業まで10年以上にわたって習い続けており、現在も趣味として楽しんでいる。事務所にあるキーボードで弾き語りの練習をすることもあるという。英会話は日常会話レベルの能力を持つ。 
幼少期はやんちゃで活動的だったが、アニメに夢中になってからはインドアでの過ごし方を好むようになったと自己分析している。ゲームは自身でプレイするよりも、他者のプレイを視聴する「ゲーム実況」を好む。過去に父親に買ってもらったRPG『二ノ国』をプレイした際、すぐにボス戦に挑んで敗北し、腹を立ててセーブデータを消去してしまった経験から、特にRPGは苦手意識があると語っている。 

### 性格・嗜好
自身の性格を「頑固というか真面目」と評している。また、昼寝に対する独特のこだわりを持っており、夜に寝るよりも、カーテンを開けて日の光を浴びながら昼寝をする方が幸せを感じると語っている。 

### 将来の展望
声優としての第一の目標は、「お芝居がちゃんとできる声優になること」であると明確に述べている。演技の基礎を固めた上で、事務所でレッスンを受けている歌やダンスなど、他の分野にも挑戦し、仕事の幅を広げていきたいという意欲を示している。 

## 出演

### その他
- 『愛天使世紀ウェディングアップル』–霧乃明役[1]

### ラジオ
- 豊崎愛生のおかえりらじお（2025年1月30日、文化放送超!A&G+）-ゲスト出演[4]